# Zuhatagi cinegelégykapó
A zuhatagi cinegelégykapó  (Monachella muelleriana) a madarak osztályának verébalakúak (Passeriformes) rendjéhez és a  cinegelégykapó-félék (Muscicapidae) családjához tartozó Monachella nem egyetlen faja.

## Rendszerezése
A fajt Hermann Schlegel német ornitológus írta le 1871-ben, a Muscicapa nembe Muscicapa Mülleriana néven. Egyes szervezetek a Microeca nembe sorolják Microeca muelleriana néven.

## Alfajai
- Monachella muelleriana coultasi Mayr, 1934
- Monachella muelleriana muelleriana (Schlegel, 1871)[1]

## Előfordulása
Új-Guinea szigetén, Indonézia és Pápua Új-Guinea területén honos. Természetes élőhelyei a szubtrópusi és trópusi síkvidéki és hegyi esőerdők, sziklás környezetben, folyók és patakok környékén. Állandó, nem vonuló faj.

## Megjelenése
Testhossza 14–15 centiméter, testtömege 23–28 gramm.

## Életmódja
Rovarokkal táplálkozik.

## Természetvédelmi helyzete
Az elterjedési területe nagy, egyedszáma pedig stabil. A Természetvédelmi Világszövetség Vörös listáján nem fenyegetett fajként szerepel.